# Learning to Drive – Fahrstunden fürs Leben
Learning to Drive – Fahrstunden fürs Leben (Originaltitel: Learning to Drive) ist eine US-amerikanische Filmkomödie aus dem Jahr 2014. Regie führte Isabel Coixet, das Drehbuch schrieb Sarah Kernochan nach einem 2007 erschienenen Essay von Katha Pollitt. Premiere hatte der Film am 9. September 2014 beim Toronto International Film Festival. Der deutsche Kinostart war am 6. August 2015.

## Handlung
Die New Yorkerin Wendy wird von ihrem Mann Ted verlassen. Ihre Tochter Tasha arbeitet vorübergehend auf einer Farm und ist vom Landleben begeistert. Sie möchte, dass ihre Mutter sie besucht; doch diese hat keinen Führerschein.
Darwan ist indischer Sikh und in New York als Taxifahrer sowie Fahrschullehrer tätig, weil er bei diesen beiden Berufen Bart und Turban tragen darf. In Indien, aus dem er fliehen musste, war er Professor. Er bringt Wendy schrittweise und gefühlvoll den richtigen Umgang mit dem Auto bei. Zunächst gibt es Rückschläge, als seine Fahrschülerin während eines Gewitters abrupt bremst und das folgende Fahrzeug auf den Fahrschulwagen auffährt. Auch Wendys erster Versuch der Führerscheinprüfung ist bereits nach 50 Metern beendet. Dennoch entschließt sich Wendy fortzufahren.
Parallel dazu läuft ein Erzählstrang zu Darwans Ehe. Seine Schwester hat für ihn eine Frau namens Jasleen ausgewählt. Darwan holt sie am Flughafen ab, kurz nachdem der Auffahrunfall geschah. Bereits am Tag darauf ist die Hochzeit. Es stellt sich jedoch heraus, dass Jasleen nicht sehr gebildet ist und sich in der fremden Stadt nicht auf die Straße traut. Beim Kochen würzt sie zu kräftig. Doch Darwan ist geduldig. Eines Tages lernt Jasleen in einer Drogerie eine andere Inderin kennen und als Darwan abends von der Arbeit kommt, sitzt Jasleen mit sechs anderen Frauen bestens gelaunt im Wohnzimmer. Darwan nähert sich Jasleen später unter vier Augen dadurch an, dass er ankündigt, nachts nicht mehr zu arbeiten.
Inzwischen hat Wendy ihren Führerschein erhalten. Zusammen mit Darwan geht sie zu einem Autohändler und kauft sich ein Auto, mit dem sie bald darauf ihre Tochter besuchen fährt.

## Rezeption
Der Film erhielt überwiegend gemischte Kritiken. Bei Metacritic erhielt der Film einen Metascore von 57/100 basierend auf 18 Rezensionen, bei Rotten Tomatoes waren 64 Prozent der 42 Rezensionen positiv.